# Santuario della Madonna dello Staffalo dei Mori o dei Tedeschi
Il santuario della Madonna dello Staffalo dei Mori o dei Tedeschi, conosciuto anche come chiesa della Madonnina o come chiesa di Santa Maria Assunta, è una chiesa sussidiaria della parrocchia di San Giovanni Battista in San Giovanni Lupatoto, Comune in provincia e diocesi di Verona; fa parte del vicariato Verona Sud, precisamente dell'Unità Pastorale San Giovanni.

## Storia
Durante la Guerra dei trent'anni, in quella fase riguardante la successione del Ducato di Mantova, si scontrarono le truppe della Repubblica di Venezia e quelle del Sacro Romano Impero.

In quel periodo il territorio veronese fu più volte colpito da gruppi di Lanzichenecchi, i quali, il 18 luglio 1630 saccheggiarono Mantova.

Una di queste bande, lasciata la città lombarda, si sarebbe diretta verso San Giovanni Lupatoto con l’intenzione di compiere ruberie, ma arrivati all’inizio settentrionale del paese, dove si trovava uno staffalo, cioè un capitello con dipinta l’immagine della Beata Vergine Maria, inaspettatamente rinunciarono a saccheggiare l’abitato.
I lupatotini, riconosciuto in tutto questo l’intervento miracoloso della Madonna, decisero di edificare una chiesa nel punto dove sorgeva il capitello, che fu tolto e sovrapposto all’altare maggiore quando fu terminata la costruzione. Inoltre, gli abitanti chiedevano la protezione mariana contro la peste che stava già colpendo.
La costruzione del luogo di culto iniziò il 17 luglio 1630, alla quale parteciparono tutti i lupatotini, con numerose offerte raccolte, tra cui lasciti testamentari come quelli di Carlo Bianchini e di sua moglie, Mattea Sagreda, l’unica persona sepolta nella chiesa (oggi il sigillo sepolcrale è nella chiesa di San Giovanni Battista).

La chiesa era in stile rinascimentale, con pianta a croce latina e facciata rivolta a nord-est.
Nel Settecento aumentò la venerazione dell’immagine della Vergine, tanto che la chiesa divenne un santuario mariano che, inizialmente conosciuto come chiesa della Beata Vergine dei Tedeschi, venne denominato anche come Santuario della Beata Vergine dello Staffalo o dei Tedeschi.
Nel 1718, per motivi legati alla sistemazione della viabilità verso Verona, visto che il santuario sporgeva sulla strada, si fu costretti a ridurlo di un terzo nella sua lunghezza, arretrando così la facciata.

Al 1762 risale l’edificazione della sacrestia, mentre nel 1795 il lapicida Giuseppe Filippin costruì un nuovo altare maggiore.

Nel 1835 fu ristrutturato l’altare laterale dell’Angelo Custode e tra il 1836 e il 1837 fu edificato quello dedicato alla Sacra Famiglia.

Questo fa pensare ad una realtà viva e prospera, ma in realtà la costruzione stava passando un periodo di abbandono che la metteva a rischio.
Il Vescovo di Verona Giuseppe Grasser, nella sua visita pastorale a San Giovanni Lupatoto nel 1838, consigliò di intervenire sull’altare maggiore, di modo da preservare l’immagine venerata dall’umidità. Fu così costruito un coro retrostante l’altare maggiore, tanto che nel 1845 il Vescovo Giovanni Pietro Aurelio Mutti testimoniava una situazione migliore, con lavori finiti da poco.
Ulteriori lavori riguardarono il rifacimento della facciata nel 1872 e tra il 1877 e il 1878 la demolizione parziale del tetto e la costruzione di un arco trionfale simmetrico a quello del presbiterio. Esternamente il santuario assunse l’aspetto attuale.
L’interno fu rinnovato nel 1945 come ringraziamento alla Vergine Maria da parte della comunità lupatotina per essere uscita indenne dalla Seconda Guerra Mondiale. Fu chiamato il pittore Giuseppe Resi, che intervenne decorando le pareti. Nell’occasione fu rimosso il pavimento in cotto e collocato quello attuale in marmi, come ricorda l’epigrafe al centro della navata.
Nel 1972 gli altari laterali furono demoliti. Al loro posto giunsero due grandi tele provenienti dalla chiesa di Sorio.
Tra il 1992 e il 1993 la chiesa ha ricevuto un intervento di restauro e di risanamento conservativo.

## Descrizione

### Esterno

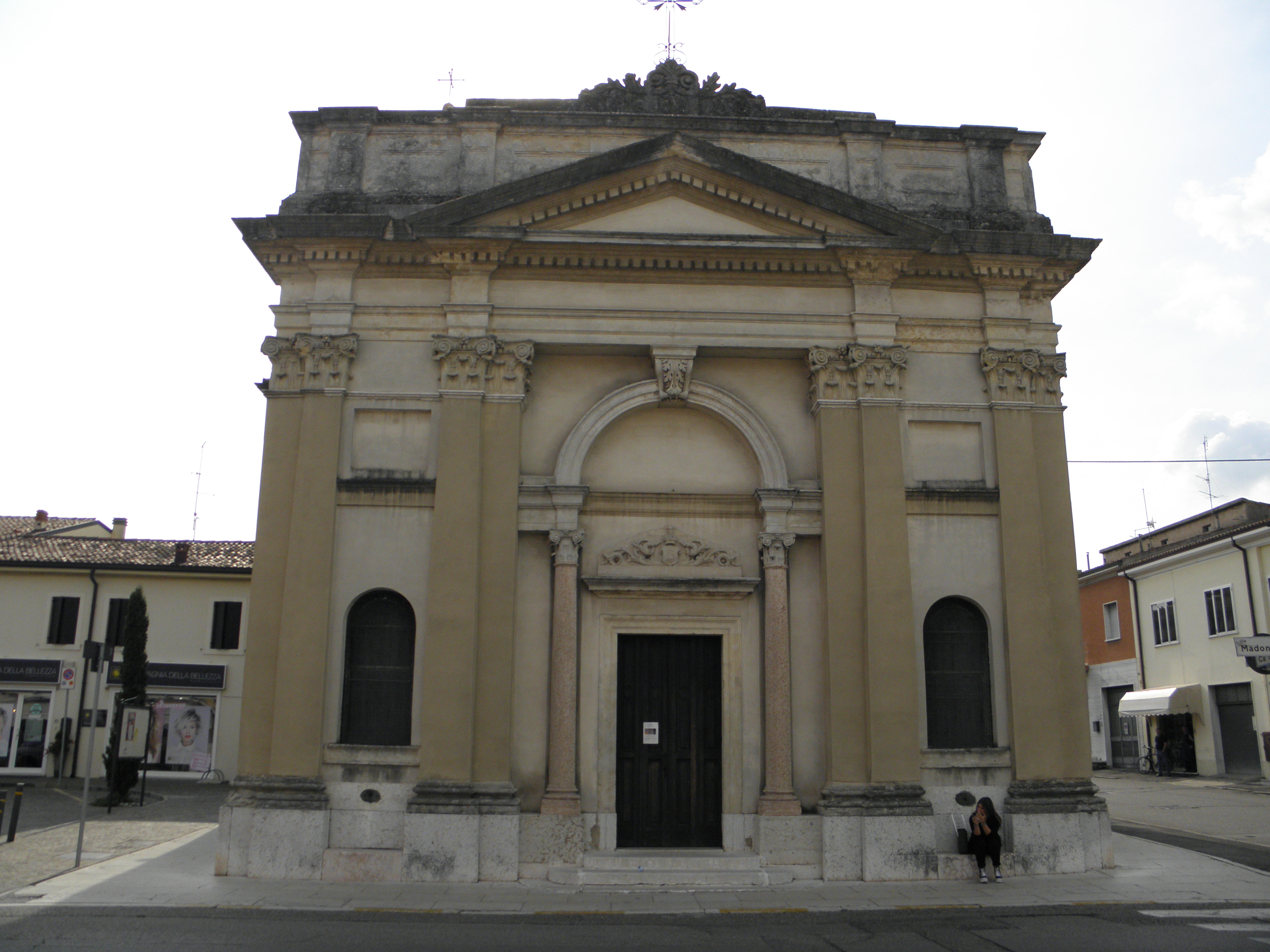
La facciata.

La facciata, rivolta a nordest, in stile neoclassico, presenta al centro un portale rettangolare, sovrastato da un fregio settecentesco con monogramma mariano, con ai lati due colonne in marmo rosso Verona con capitelli corinzi che sostengono la centina che lo incornicia. 

Sia a destra sia a sinistra del portale vi sono due coppie di lesene di ordine ionico che sostengono la trabeazione. Tra di esse due monofore che introducono la luce naturale dalla facciata

Dietro il frontone vi è un attico e sopra di esso, su supporto in pietra, una Croce in ferro.

### Interno
La chiesa aveva in origine una pianta a croce latina, con un’unica navata e un breve transetto, ma la riduzione in lunghezza nel Settecento, modificò le proporzioni, dando l’impressione di una pianta a croce greca.
All’ingresso si trova una pseudo-struttura a serliana, con colonne corinzie, mentre le pareti interne, intonacate e tinteggiate, sono ritmate dalle lesene in stile corinzio che sostengono la trabeazione.
La copertura dell’aula è costituita da un’ampia volta ad ombrello a spicchi, mentre una volta a botte copre la prima parte della navata, i bracci del transetto e i due vani ai lati del presbiterio.

La luce naturale entra nell’edificio da finestre a lunetta presenti nella parte alta delle pareti dell’aula, nei bracci del transetto e una nel vano destro rispetto al presbiterio.
Il pavimento è in marmi policromi (marmo rosso Verona, biancone e grigio) posati a corsi diagonali, attraversati longitudinalmente da una fascia centrale in nembro bianco-rosato con bordi laterali in marmo grigio.
Sulle pareti accanto all’ingresso il pittore Resi, nel 1945, affrescò due scene novecentesche e in controfacciata l’Incoronazione di Maria e, su un illusorio loggiato, i Santi Agostino, Alfonso Maria de' Liguori, Domenico e Biagio.
Nei bracci del transetto, dove si trovavano gli altari laterali, oggi trovano posto due tele tolte nel 1972 dalla chiesetta di Sorio per motivi di sicurezza. A destra è presente la pala con la Madonna e Gesù con i Santi Sebastiano, Pietro Martire e Rocco, probabilmente risalente al Seicento (forse intorno al 1630 per la presenza dei Santi Rocco e Sebastiano) invocati contro la peste), e a sinistra la tela della seconda metà del Cinquecento di Giovanni Ermanno Ligozzi raffigurante Cristo Risorto con i Santi Giovanni Battista, Pietro e un devoto. Essa è ispirata per la sua iconografia alla pala eseguita nel 1520 da Nicolò Giolfino per l’altare Faella della Basilica di Santa Anastasia in Verona.
Il presbiterio, in cui si ripresenta lo schema a pseudo-serliana dell’ingresso, è rialzato di tre gradini rispetto alla navata, è coperto da una volta a vela e pavimentato con lastre rettangolari di marmo biancone, mentre i vani laterali hanno una pavimentazione a quadrotte con alternanza di marmo rosso Verona e pietra calcarea bianca.
Sull’altare maggiore si trova l’affresco venerato, raffigurante la Vergine e i Santi Rocco e Sebastiano, un’immagine probabilmente da ricollegare a un’epidemia di peste, purtroppo giunta a noi danneggiata sia dal tempo sia da restauri infelici e da integrazioni grossolane.
L’adeguamento liturgico compiuto tra il 1965 e il 1970 ha portato alla rimozione delle balaustre e l’installazione di un altare verso il popolo in pietra bianca calcarea e di un ambone in pietra bianca con leggio ligneo sul lato sinistro del presbiterio.
Sulle pareti del presbiterio il pittore Resi, nel 1945, dipinse due episodi legati alla nascita del santuario: a destra, vi è l’intervento miracoloso della Vergine Maria verso i Lanzichenecchi; a sinistra l’innalzamento della chiesa attorno al capitello grazie alle offerte dei fedeli mentre era in atto l’epidemia di peste, con la Vergine che si rivolge alle vittime con gesto pietoso.
Sulla parete sinistra del presbiterio rimane l’unico ex voto rimasto nel santuario, ricordante l’investimento di Luigi Maggiotto il 22 marzo 1891 da parte di una carrozza. Restò miracolosamente illeso e ciò fu attribuito alla Madonna.
Dietro l’altare maggiore vi è l’abside a base semicircolare che presenta un catino dipinto a cassettoni.

## Campanile e campane

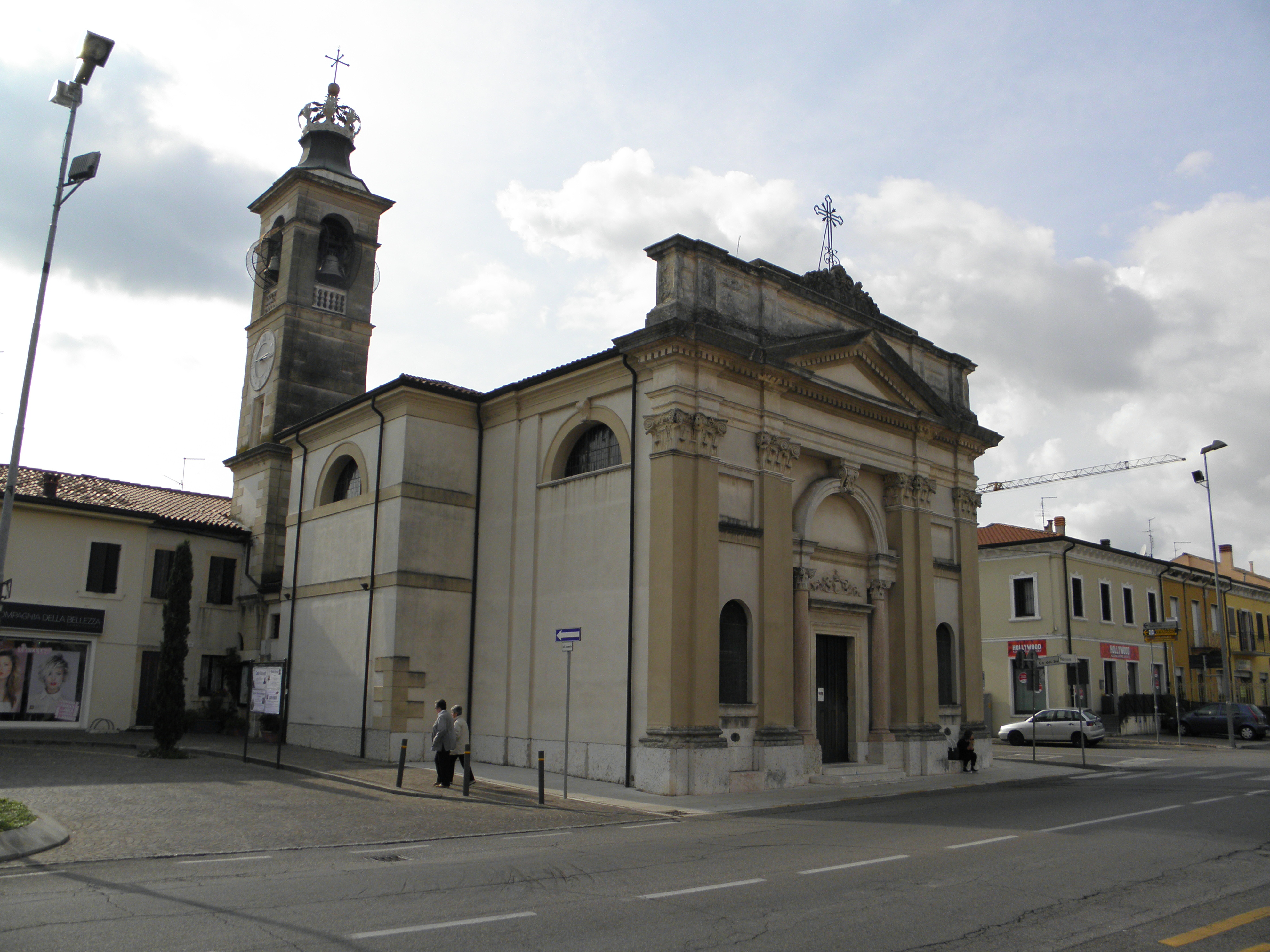
Sul lato sinistro del presbiterio sorge il campanile.

Il campanile, ristrutturato tra il 1840 e il 1853, addossato al vano sinistro del presbiterio, è a base quadrata e presenta un fusto con tre cornici marcapiano aggettanti.
La cella campanaria presenta una monofora con arco a tutto sesto e balaustrata per lato, mentre la copertura, è a tronco di cono a base ottagonale su cui poggia una corona, per ricordare la Vergine Maria, su cui svetta una croce metallica in ferro.
Il concerto campanario presente oggi sulla torre è composto da 6 campane in SOL3, montate veronese e suonabili manualmente.

Questi i dati del concerto:
1 – SOL3 – diametro 945 mm - peso 465 kg - fusa nel 1853 da Cavadini di Verona.
2 – LA3 – diametro 845 mm - peso 318 kg - fusa nel 1853 da Cavadini di Verona.
3 – SI3 – diametro 755 mm – peso 234 kg - fusa nel 1853 da Cavadini di Verona.
4 – DO4 – diametro 710 mm – peso 205 kg - fusa nel 1853 da Cavadini di Verona.
5 – RE4 – diametro 630 mm – peso 135 kg – fusa nel 1853 da Cavadini di Verona.
6 – MI4 – diametro 560 mm – peso 107 kg – fusa nel 1853 da Cavadini di Verona.